# 都督府
都督府（ととくふ）は、中国の歴史上、設置された軍事あるいは行政機構。

## 唐
唐は漢末魏晋南北朝の都督制を踏襲し、都督の駐屯地に都督府を設立した。北周・隋は都督を改めて総管としたが、唐は都督の名称を回復した。都督府は一般に数州の軍政を指揮管轄したが、唐が府兵制を実行すると、軍権は朝廷に集中し、地方都督にはほとんど実権がなくなった。後に府兵制が崩壊すると、軍権は指揮権を持った節度使あるいは観察使の持つところとなった。安史の乱後、都督府は撤廃され、都督は名誉官位として、宰相が召し出して加増する官位となった。唐は羈縻地区にも都督府を設立し、一般には一国家の政権あるいは民族部落を一都督府とし、国王あるいは首長を都督に任じた。

## 元明
元の文宗の天暦2年（1329年）、初めて欽察親軍都督府を立て、後に大都督府に改めた。韓宋の龍鳳7年（1361年）、呉国公朱元璋は枢密院を改めて大都督府とした。明の太祖の洪武13年（1380年）、大都督府は改めて五軍都督府：中軍都督府・左軍都督府・右軍都督府・前軍都督府・後軍都督府とした。

## 民国初年
辛亥革命後、各省は都督府を設立し本省の軍政を主管させた。鄂軍都督府・滬軍都督府・雲南軍都督府等である。後に改めて督軍府あるいは省政府と称した。

## 日本
日本は1906年に、1919年まで旅順に関東都督府を設立した。また、日本は1872年から1891年まで、近衛都督府（すなわち近衛師団の前身）を設立していた。